# Adelsö-Sättra naturreservat

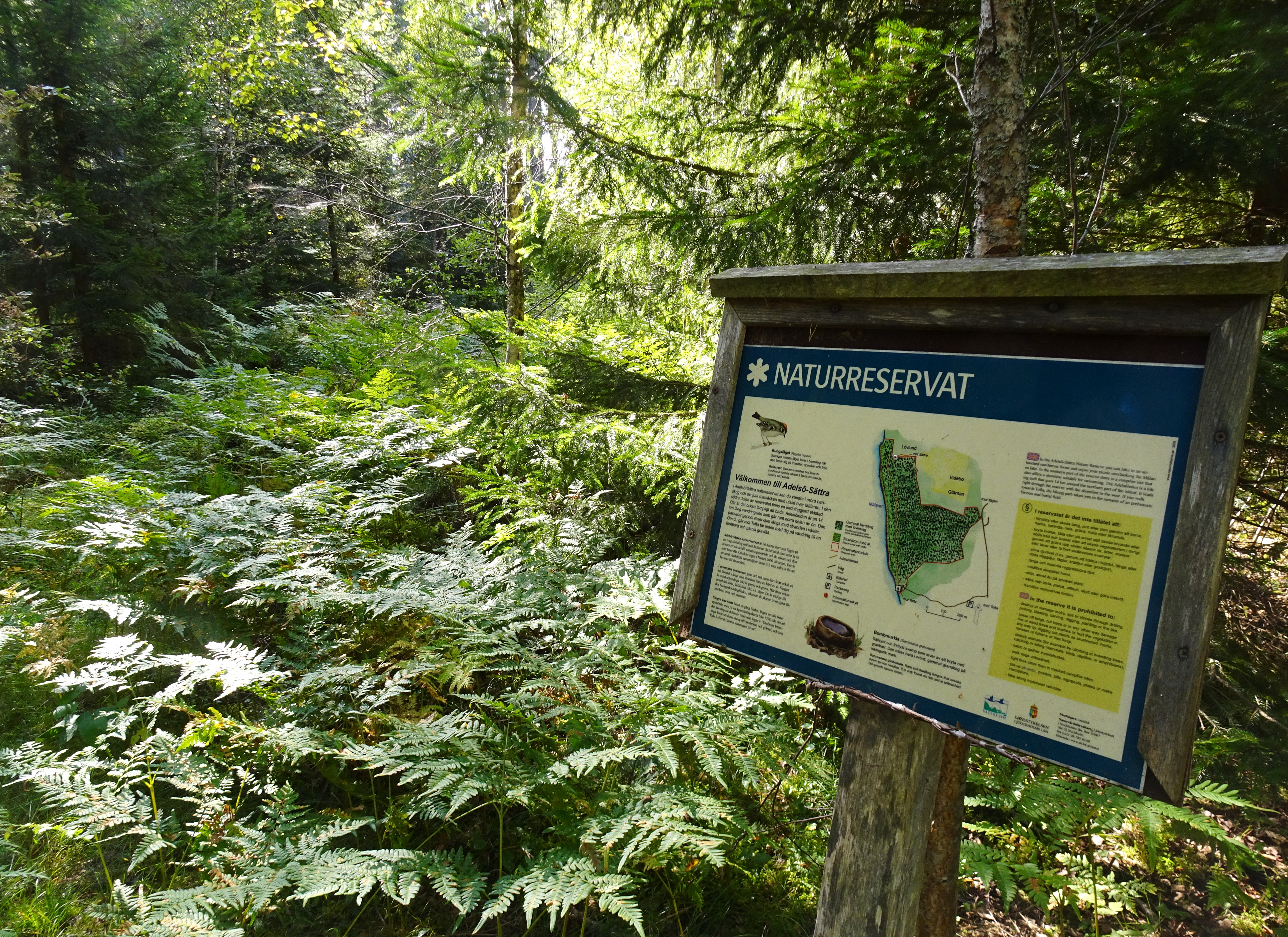
Norra entrén till reservatet.

Adelsö-Sättra naturreservat ligger på nordvästra Adelsön i Ekerö kommun. Naturreservatet bildades år 2004 och omfattar 26 hektar. Markägare är Fastighets AB Björkfjärden som äger intilliggande Sättra gård. Området har av Regeringen föreslagits ingå i Natura 2000 nätverket.

## Beskrivning
Reservatet gränser med sin västra sida till Mälaren och norra Björkfjärden. Reservatsområdet är beläget vid en mindre åsbildning väster om den stora Uppsalaåsen. Här finns näringsrika sandjordar och här trivs en unik och numera hotad typ av granskog. I området finns den sällsynta bombmurklan som är fridlyst i hela Sverige och vars förekomst här är känt sedan 1990-talet. I norra delen finns en bad- och grillplats.

## Syftet
Syftet med reservatet är enligt kommunen bland annat att ”bevara ett för naturvården värdefullt naturskogsområde och dess skyddsvärda växt- och djurliv”.

## Bilder

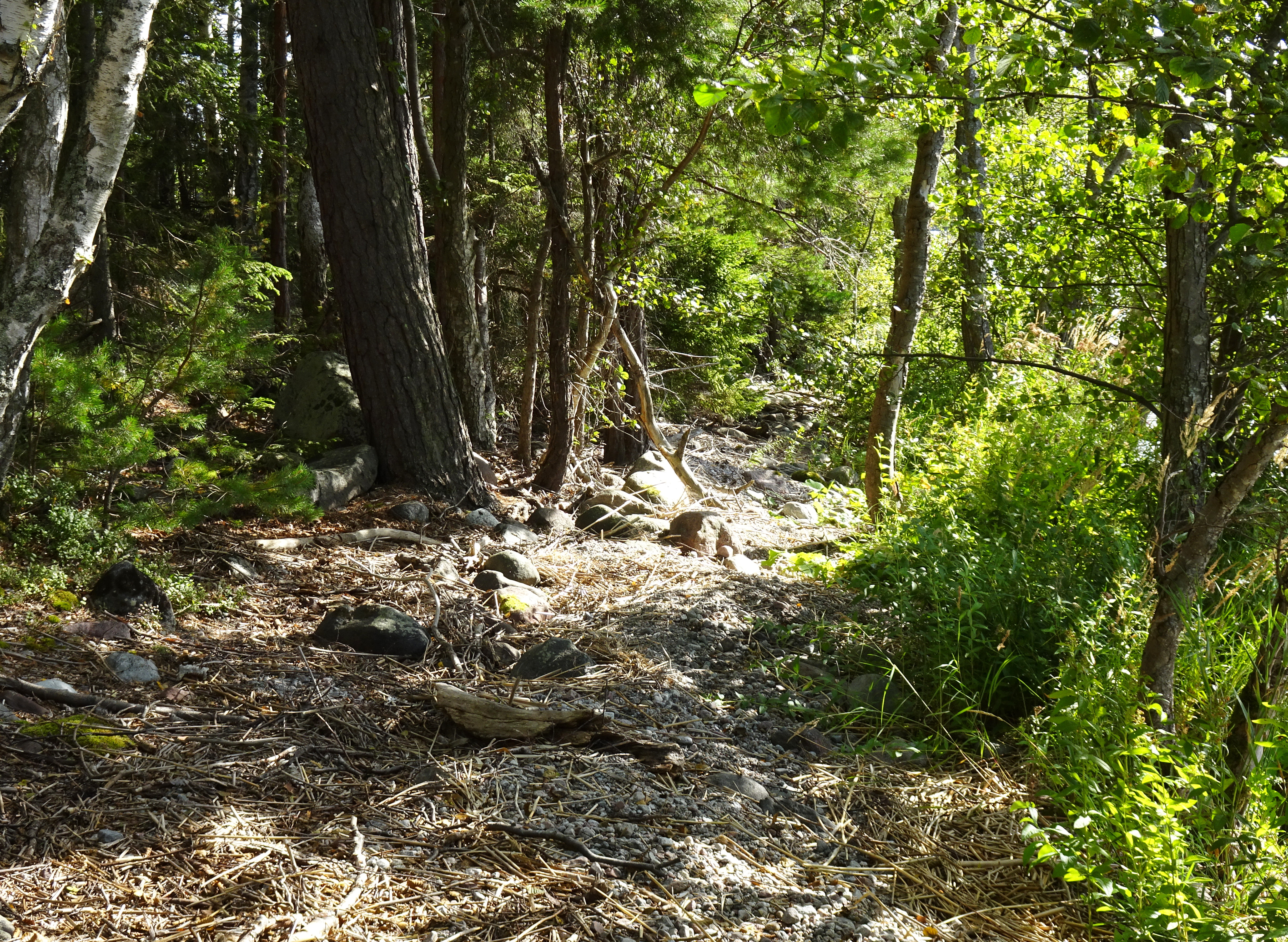
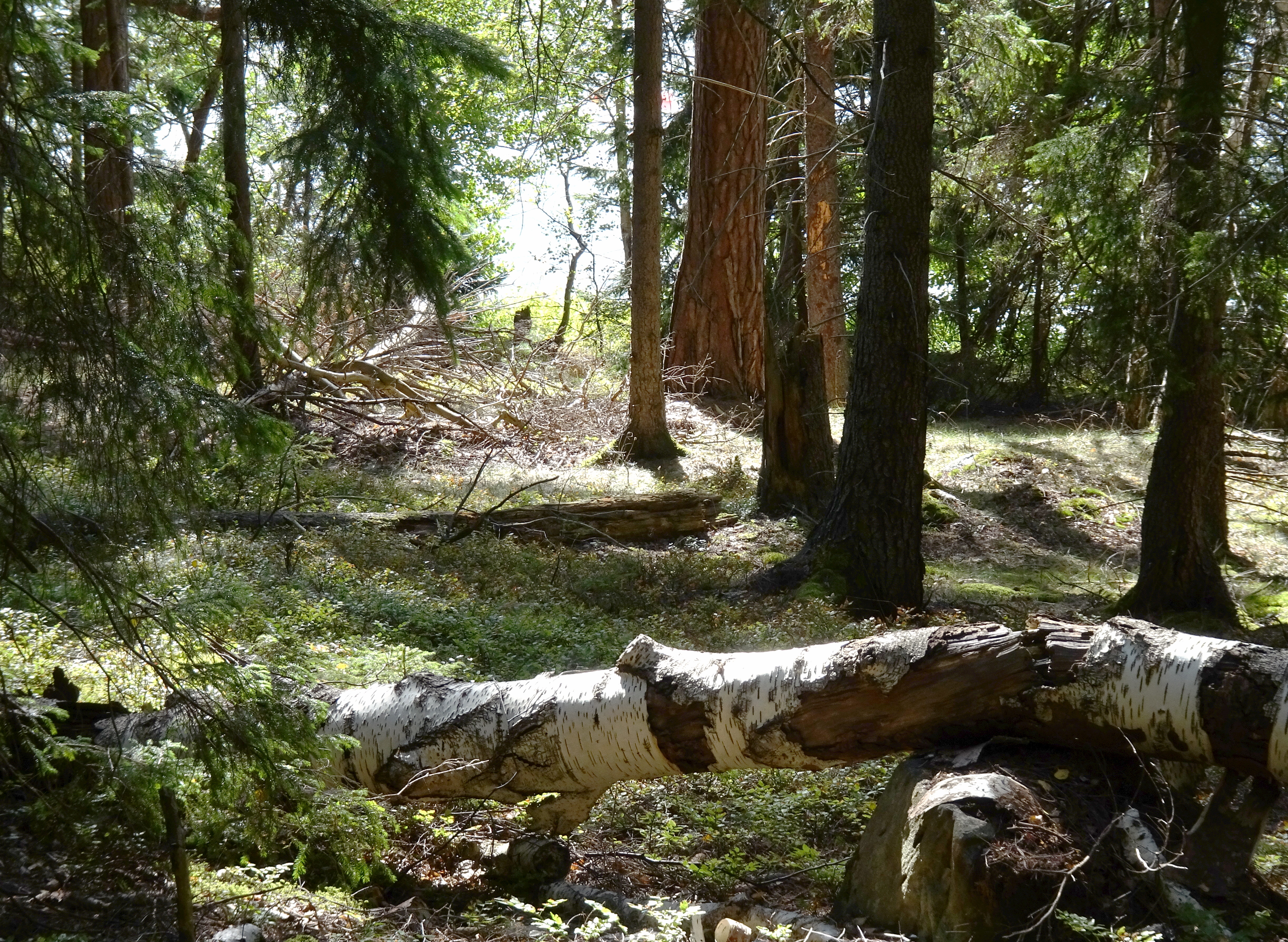
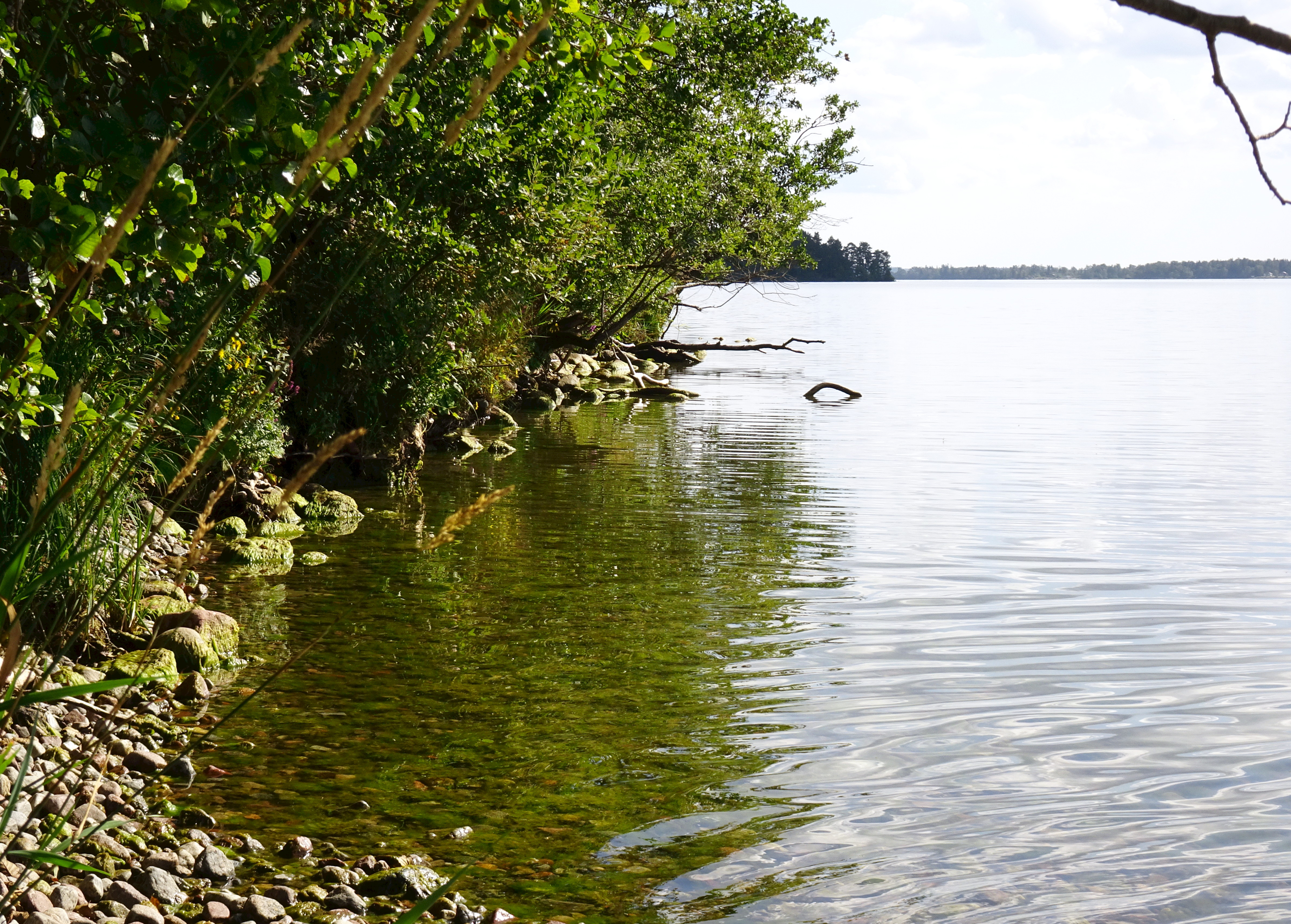